# Pinacoteca internazionale d'arte francescana contemporanea
La Pinacoteca Internazionale d'Arte Francescana Contemporanea "Nel Nome di Francesco" si trova a Falconara Marittima (AN), presso la Biblioteca storico-francescana e picena "San Giacomo della Marca", su iniziativa del prof. Armando Ginesi e di P. Giancarlo Mandolini.
Inaugurata nel marzo 2005, la pinacoteca è costituita da opere di oltre 250 artisti contemporanei di diverse nazionalità ispirate alla spiritualità francescana. Raccoglie opere sul Santo, su San Giovanni da Capestrano, su San Giacomo della Marca e sul Cantico delle creature nelle più diverse tecniche.
Questo museo aderisce all'Associazione sistema museale della provincia di Ancona.